# Majlant
Majlant je malá vesnice, část obce Miřetice v okrese Chrudim. Nachází se asi 1,2 km severozápadně od Miřetic. V roce 2011 zde bylo 34 domů s 27 obyvateli.
Majlant leží v katastrálním území Miřetice u Nasavrk.
Název souvisí s německým názvem lombardské metropole Milán.

## Galerie

Majlant
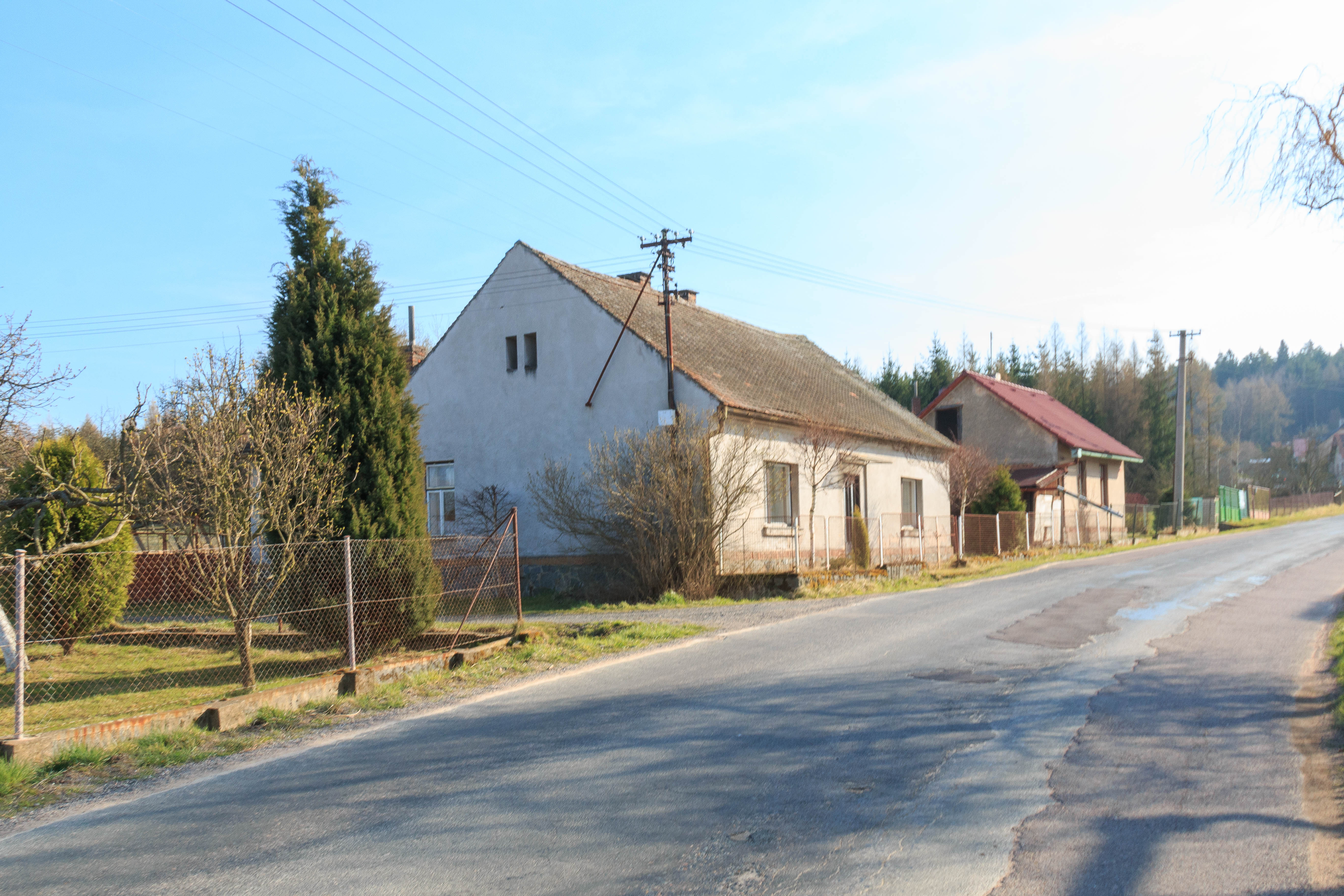
Stavení č.p. 44
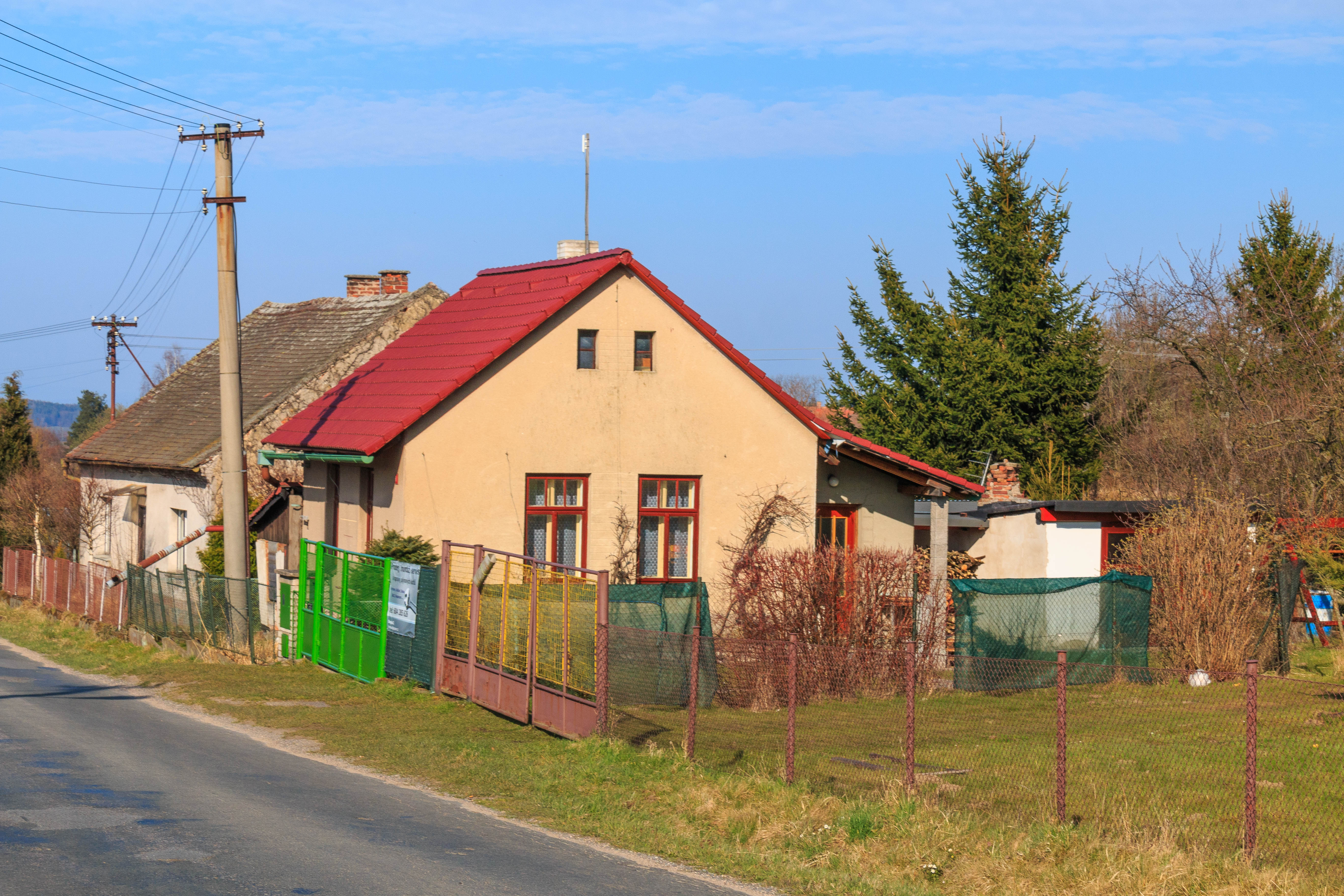
Stavení č.p. 8
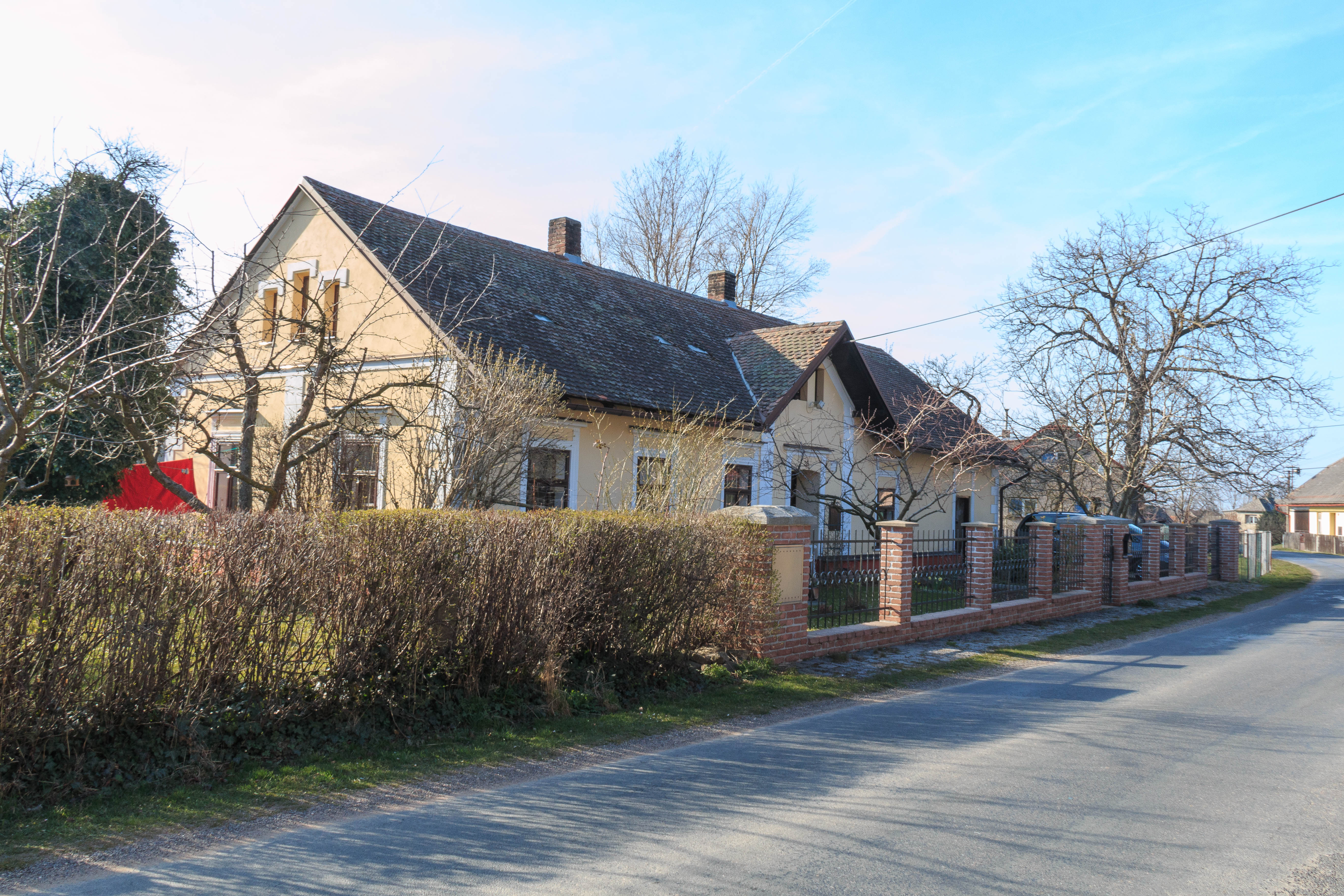
Stavení č.p. 26
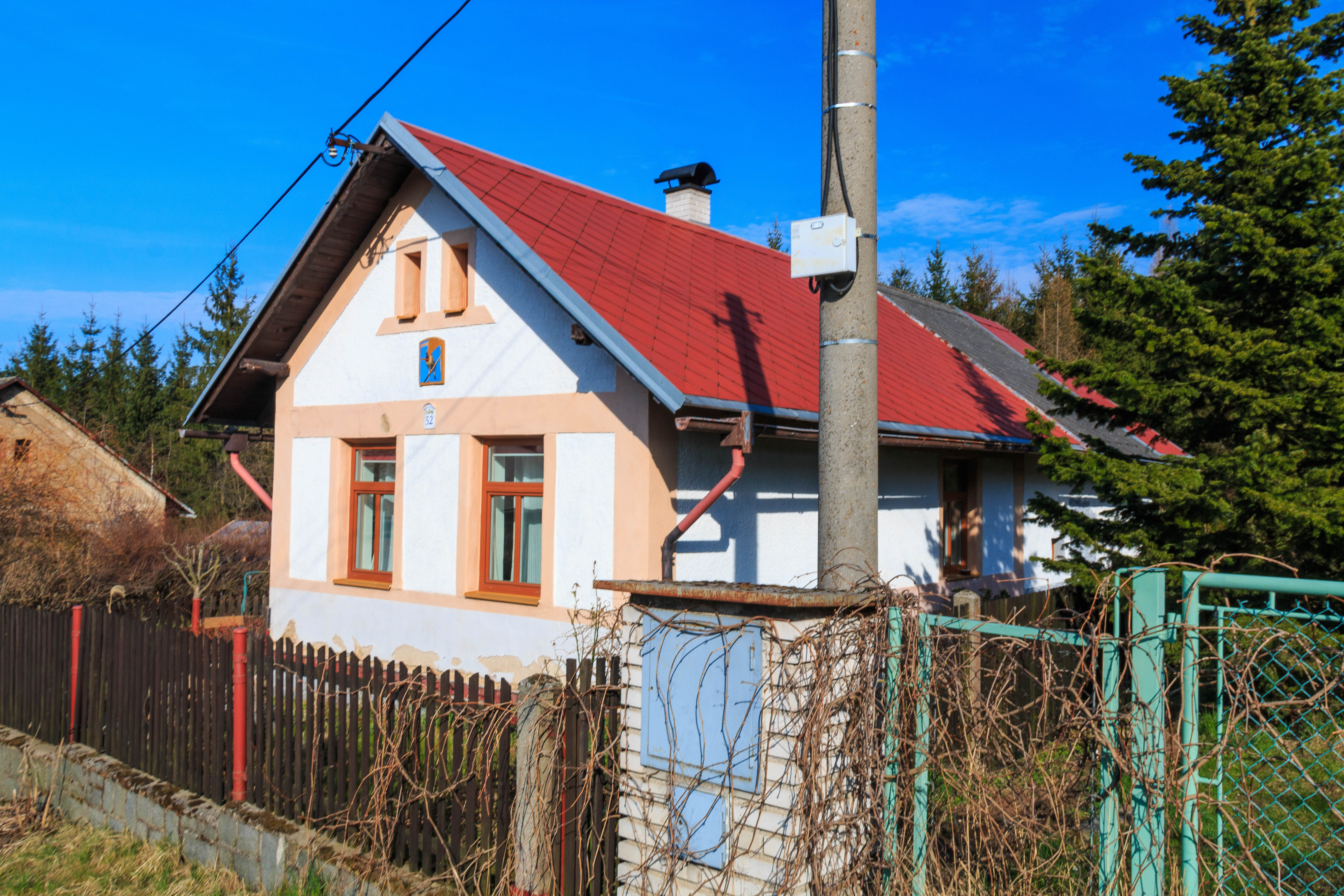
Stavení č.p. 52